# أبو القاسم الطلحي
أبو القاسم الطلحي (457 هـ-535 هـ) هو إسماعيل بن محمد بن الفضل بن علي بن أحمد بن طاهر القرشي التيمي ثم الطلحي الأصبهاني، سمي بالطلحي نسبة إلى طلحة بن عبيدالله.

## مولده ونشأته
ولد في التاسع من شوال سنة 457 هـ في أصبهان، تلقى تعليمه على شيوخ أصبهان فترة من الزمن، ثم رحل إلى مكة وبغداد ونيسابور والري، وكان أول شيوخه محمد بن عمر الطهراني صاحب ابن مندة سنة 467 هـ وهو ابن عشر سنين، كان إماما في فنون العلم في التفسير والحديث واللغة والأدب حافظا متقنا، عارفا بالمتون والأسانيد.

## شيوخه
1. أبو عمرو عبد الوهّاب بن منده.
2. أبو منصور بن شكرويه.
3. أبو نصر محمد بن محمد بن علي الزَينبي.
4. أبو الحسن عاصم بن الحسن العاصمي.
5. أبو نصر محمد بن سهل السراج.
6. أبو بكر أحمد بن علي الشيرازي.
7. أبو منصور المقومي.
8. محمد ابن إبراهيم الكرجي.
9. أبو بكر إسماعيل بن علي الخطيب.
10. محمد بن عمر الطهراني.

## تلاميذه
1. يحيى بن محمود الثقفي.
2. أبو موسى المديني.
3. أبو سعد السمعاني.
4. أبو طاهر السلفي
5. أبو العلاء الهمذاني.
6. أبو القاسم ابن عساكر.

## مؤلفاته
1. الجامع.
2. الإيضاح في التفسير.
3. الموضح في التفسير.
4. المعتمد في التفسير.
5. التفسير.
6. إعراب القرآن.
7. الحجة في بيان المحجة وشرح عقيدة أهل السنة.
8. الترغيب والترهيب.
9. كتاب السنة في مجلد.
10. سيرة السلف.
11. دلائل النبوة.
12. المغازي.
13. شرح صحيح البخاري.
14. شرح صحيح مسلم.

## ثناء العلماء عليه
قال الحافظ أبو سعد السمعاني:
| أبو القاسم الطلحي | كان إماما في فنون العلم في التفسير والحديث واللغة والأدب حافظا متقنا، كبير الشأن، جليل القدر، عارفا بالمتون والأسانيد، سمع الكثير بنفسه ونسخ، ووهب أكثر أصوله في آخر عمره، وأملى بجامع أصبهان قريبا من ثلاثة آلاف مجلس، وكان يحضر مجلسه جماعة من الشيوخ والشبان ويكتبون، ووقت مقامي ما فاتني من أماليه شيء، وكان يملي عليّ في كل أسبوع يوما مجلسا خاصا في داره وأقرأ عليه في كل أسبوع يومين... كتبت عنه الكثير واستفدت منه، وهو من شيوخ والدي | أبو القاسم الطلحي |

قال الحافظ أبو موسى المديني:
| أبو القاسم الطلحي | أبو القاسم الحافظ إمام أئمة وقته، وأستاذ علماء عصره، وقدوة أهل السنة في زمانه، حدثنا عنه غير واحد من مشايخنا في حال حياته بمكة، وبغداد، وأصبهان... ولا أعلم أحدا عاب عليه قولا ولا فعلا، ولا عانده أحد إلا ونصره الله، وكان نزه النفس عن المطامع، ولا يدخل على السلاطين ولا على المتصلين بهم، قد أخلى دارا من ملكه لأهل العلم مع خفة ذات يده، ولو أعطاه الرجل الدنيا بأسرها لم يرتفع عنده، أملى ثلاثة آلاف وخمسمائة مجلس، وكان يملي على البديهة... وقد قرأ عدة ختمات بقراءات على جماعة، وأما علم التفسير، والمعني، والإعراب، فقد صنف فيه كتابا بالعربية والفارسية، وأما علم الفقه فقد شهرت فتاويه في البلد والرساتيق، بحيث لم ينكر أحد شيئا من فتاويه في المذهب، وأصول الدين، والسنة | أبو القاسم الطلحي |

قال الحافظ محمد بن أبي نصر اللفتواني:
| أبو القاسم الطلحي | شيخنا الحافظ إسماعيل إمام المائة الخامسة، أقام بأصبهان أكثر من ثلاثين سنة، قبل الخمسمائة، ونحو ذلك بعد الخمسمائة، يعلّم الناس فنون العلم حتى صدروا عنه، بري نبوي الاسم والكنية، قرشي الحسب والنسب، من أولاد طلحة بن عبيد الله، أستاذي الذي عليه قرأت، وفي حجره نشأت، ومن عشه درجت، وعلى يده تخرجت. كان يحلني محل الولد، والعضو من الجسد، إن قلت فيه أنه الشيباني في زمانه ما أنبأت إلا عن الصدق، أو ادعت أنه الثوري في أوانه ما تخطيت خطه الحق، جزاه الله عنا أفضل ما جزاه عالما من متعلم، ورحمنا وإياه | أبو القاسم الطلحي |

## وفاته
توفي أبو القاسم الطلحي سحر عيد الأضحى من سنة 535 هـ بأصبهان.